# Eigil van Fulda
Eigil (ook Aeigil, Aegil, Aigil, Egil, Eygil, Fiegil, Figil) (Beieren, 750 - Fulda, 15 juni of 6 augustus 822) stamde uit de Beierse adel en was van 818 tot 822 de vierde abt van de abdij van Fulda.
Hij was een leerling van zijn oom Sturmi, de eerste abt van de abdij van Fulda. Als kind was hij door zijn ouders als oblaat aan de abdij van Fulda afgegeven. 